# Sesuvium maritimum
Sesuvium maritimum är en isörtsväxtart som först beskrevs av Thomas Walter, och fick sitt nu gällande namn av B. S. P. Sesuvium maritimum ingår i släktet Sesuvium och familjen isörtsväxter. Inga underarter finns listade i Catalogue of Life.